# Anti-Libanon
De Anti-Libanon is een bergketen op de grens van Libanon en Syrië. De lengte van de bergketen is ongeveer 150 kilometer. De bergketen loopt ongeveer noord-zuid.
De hoogste top is de 2814 m hoge berg Hermon (Dschabal ash-Shaich; بل الشيخ) op de grens van Syrië, Libanon en de Golanhoogten.
De waterscheiding van het gebergte vormt over het merendeel de grens tussen Libanon en Syrië.
Ten westen van de bergketen bevindt zich de Bekavallei en ten oosten bevindt zich de Helbunvallei, met daarin de stad Damascus.